# عضلة نفيرية بلعومية
العضلة النفيرية البلعومية (باللاتينية: Musculus salpingopharyngeus). تنشأ العضلة من الحافة العلوية للغضروف الإنسي للقناة السمعية (قناة استاكيوس أو: النفير) في التجويف الأنفي، صانعةً الحاشية الخلفية من الحيد النفيري (وسادة فوهة قناة استاكيوس)،  ثم تمر متجهة للأسفل وتندمج مع الحزمة العضلية الخلفية من العضلة الحنكية البلعومية (بالإنجليزية: Palatopharyngeus muscle)‏. 

## وظيفة العضلة
تقوم العضلة النفيرية البلعومية برفع البلعوم والحنجرة أثناء البلع، وتسحب جدران البلعوم أفقيا.
وبالإضافة إلى ذلك، فإن العضلة النفيرية البلعومية تفتح الفوهة البلعومية للقناة السمعية (أنبوب النفير أو قناة استاكيوس) أثناء عملية البلع للسماح بمعادلة الضغط بين القناة السمعية والبلعوم.

## تحفيز العضلة
بما أن العضلة النفيرية البلعومية تُستخدم لفتح القناة السمعية لمعادلة الضغط في الأذن الوسطى، فإنه يمكن تحفيز العضلة بسهولة بمجرد البلع.

## تعصيب العضلة
تُعصَّب العضلة النفيرية البلعومية بواسطة العصب المبهم عبر الضفيرة البلعومية للعصب المبهم (بالإنجليزية: Pharyngeal plexus of vagus nerve)‏. 

## شريان العضلة
التروية الدموية العضلة النفيرية البلعومية تتم بواسطة الشريان البلعومي الصاعد (بالإنجليزية: ascending pharyngeal artery)‏.

## صور إضافية
|  |  |

## وصلات خارجية
- رسوم توضيحية Illustration at princetonchiropractic.com